# Norbanus birmanus
Norbanus birmanus är en stekelart som först beskrevs av Masi 1927.  Norbanus birmanus ingår i släktet Norbanus och familjen puppglanssteklar. Inga underarter finns listade i Catalogue of Life.